# 肥田野直
肥田野 直（ひだの ただし、1920年7月9日 - 2020年1月14日）は、日本の教育心理学者。東京大学・大学入試センター名誉教授。学校法人旭出学園理事長。東京府出身。
妻は深作安文の六女。父・肥田野行は医学博士。弟・肥田野信は東京女子医科大学名誉教授。長男・肥田野豊は農学博士で弘前大学名誉教授。次男・肥田野登は工学博士で東京工業大学名誉教授。母方の伯父は大蔵次官、貴族院議員、枢密顧問官を歴任した西野元。1994年に勲二等瑞宝章を受章。

## 略歴
- 旧制東京府立第一中学校、旧制静岡高等学校卒業
- 1943年 - 東京帝国大学文学部心理学科卒業
- 1948年 - 津田塾大学助教授
- 1953年 - 東京女子大学助教授
- 1955年 - 東京大学教育学部助教授
- 1966年 - 同教授
- 1976年 - 「人格目録の測定論的研究」で東京大学より文学博士の学位を取得
- 1981年 - 定年退官、名誉教授、大学入試センター教授
- 1986年 - 放送大学教授

## 著書
- 『教育評価』放送大学 1991
- 『往時片片 一心理学徒の軌跡』日本文化科学社 1994

## 共編著
- 『心理学的測定 統計調査テスト』印東太郎,牧田稔共著 金子書房 1951 現代の心理学
- 『心理教育統計学』瀬谷正敏,大川信明共著 培風館 1961
- 『子どもをどう導いたらよいか 目で見る教育心理』仁科弥生共著 大日本図書 1965
- 『教育課程 総論』稲垣忠彦共編 東京大学出版会 1971 戦後日本の教育改革
- 『わが国における創造性の研究に関する諸文献 1973年7月現在』松本金寿,穐山貞登共編 日本文化科学社 1973
- 『たしかな学び方・教え方』神保信一共編 研成社 1980
- 『教育心理学の展開』編著 北樹出版 1984 大学教養選書
- 『心理・教育における測定法』編著 放送大学 1989

## 翻訳
- E.G.ウィリアムソン『カウンセリングの理論と実際』沢田慶輔共訳 民主教育協会 1964 IDE教育資料
- マリアンヌ・フロスティッグ『ムーブメント教育 理論と実際』共訳 日本文化科学社 1978

## 論文
- 肥田野直「性格の因子分析法による研究」『児童心理と精神衛生』 第2巻 4号 (1952)
- 肥田野直 「各問分析による無答の処理について」『千輪浩先生還暦記念論文集 最近心理学の諸問題』 東京大学・同記念事業会発行 (1952)
- 肥田野直「ローマ字於よび「かな」の可読閾の研究」『教育心理学研究』 1954-1955年 2巻 3号 p.41-58,67, doi:10.5926/jjep1953.2.3_41
- 肥田野直「シロネズミの砂掘り行動に及ぼす動因の強さの影響」『動物心理学年報』 1954年 4巻 p.69-81, doi:10.2502/janip1944.4.69
- 肥田野直「型の分析」『心理学における数量化の研究」 東京大学出版会 (1955)
- 肥田野直「習慣・態度の評価」『文部時報』 第953号 (1957)
- 肥田野直「MMPI標準化のための研究」『試験研究』 25 (1958)
- Hidano,T, Yoda, A 依田新と共著 "Development of educational psychology in Japan", Psychologia, Vol. 2, (1959)
- 肥田野直「性格の特性」『性格心理学講座 1. 性格の理論』 金子書房 (1961)
- 肥田野直, 共著 「わが国における教育心理学の発展-概説書の内容分析に基づく考察」『東京大学教育学部紀要』 第9巻 (1967)
- 肥田野直「ミネソタ多面人格目録」 井村恒郎編 『臨床心理検査法 (第二版)』 医学書院 (1967)
- 肥田野直「知能」 八木冕編 『心理学 II』 培風館 (1968)
- 肥田野直「学力と評価」 細谷俊夫ほか編 『教育と学習』 小学館 (1968)
- 肥田野直「人格検査に及ぼす社会的望ましさの影響について」 高木貞二編 『現代心理学の課題』 (1971)
- 肥田野直, 共著 「検査尺度の構成に関する方法論的研究」『教育心理学研究』 第19巻 1号 (1971)
- 肥田野直「米英両国における統一試験」『大学入試を考える』 金子書房 (1974)
- 肥田野直「日本における教育心理学の動向」 小口忠彦ほか編 『教育心理学原論』 有斐閣 (1975)
- 肥田野直「認知的社会化」『教育心理学年報』 第18集 (1978)
- 肥田野直「人格目録項目の社会的望ましさの評定」『東京大学教育学部紀要』第18号、東京大学教育学部、1978年、p49-82、doi:10.15083/00029993、ISSN 04957849、NAID 110001001035。
- 肥田野直 「入学者選抜について」『日本の心理学』 日本文化科学社 (1982)
- 肥田野直「人格における特性論」 飯田真ほか編 『精神の科学 2. パーソナリティ』 岩波書店 (1983)
- 肥田野直「大学の学部・学科の特性と試験教科・科目-昭和60年度入試について-」『大学入試センター研究紀要』 第13号 (1985)
- 肥田野直「選抜試験に関する諸問題」『行動計量学』 第15巻 1号 (1987), doi:10.2333/jbhmk.15.24
- 肥田野直「類型論と特性論」 本明寛編 『性格心理学新講座 1. 性格の理論』 金子書房 (1989)
- 肥田野直「わが国の大学入試研究」『教育心理学年報』第29巻、日本教育心理学会、1990年、130-141頁、doi:10.5926/arepj1962.29.0_130。
- 肥田野直「わが国の心理学実験実習-明治中期から昭和初期まで-」『心理学評論』 第41巻 3号 (1998)
- 肥田野直「米国教育使節団の報告書と我が国の国語・国字改革ー心理学者の関わりー」『心理学史・心理学論」第18/19巻（2018）
- 肥田野直「心理学の戦後――米国教育使節団と日米学者，一九四三年～五二年」１回−８回『UP』 2020-01-2021-03 東京大学出版会(2020,2021)

## 研究領域
- 教育測定、教育評価
- TPI（東大版総合性格検査）などを開発